# Steamboat
Steamboat (Navajo: Tóyéé) ist ein Census-designated place im Apache County im US-Bundesstaat Arizona. Das U.S. Census Bureau hat bei der Volkszählung 2020 eine Einwohnerzahl von 235 ermittelt.
Steamboat hat eine Fläche von 6,2 km². Die Bevölkerungsdichte liegt bei 39 Einwohnern je km². Die Siedlung befindet sich auf einer Höhe von 1999 m.ü.M und wird von der Arizona State Route 264 tangiert.